# Csaba Horváth
Csaba Horváth, född den 7 april 1971 i Budapest, Ungern, är en ungersk kanotist.
Han tog OS-guld i C-2 500 meter och OS-brons i C-2 1000 meter i samband med de olympiska kanottävlingarna 1996 i Atlanta.